# Heinrich Carlsohn
Ernst Richard Heinrich Carlsohn (* 7. Februar 1899 in Leipzig; † 20. Oktober 1958 in Waldbröl) war ein deutscher Chemiker.

## Leben
Von 1917 bis 1920 studierte Carlsohn Chemie an der Universität Leipzig. Von 1917 bis 1918 nahm er am Ersten Weltkrieg teil und war von 1919 bis 1920 Angehöriger des Zeitfreiwilligen-Regiments Leipzig. Von 1921 bis 1923 war er Assistent der anorganischen Abteilung, Schüler von Prof. Arthur Hantzsch und von 1923 bis 1924 dessen Privatassistent. 1924 erfolgte die Promotion zum Dr. phil. in Chemie an der Universität Leipzig mit der Dissertation Über die Konstitution der Metallhalogenide vom chemischen Standpunkt. [II.] Über den Einfluss des Lösungsmittels auf die Lichtabsorption echter Salze und über die Existenz gemischter Solvate. Von 1924 bis 1930 war er Assistent der organischen Abteilung des Chemischen Instituts, von 1930 bis 1932 Unterrichtsassistent der anorganischen Abteilung. 1932 folgte die Habilitation für Chemie in Leipzig mit der Schrift Über eine neue Klasse von Verbindungen des positiv einwertigen Jods. Von 1932 bis 1938 lehrte der Privatdozent für Chemie in Leipzig und war dort von 1938 bis 1939 ao. Prof. für Chemie sowie von 1939 bis 1945 ordentlicher Prof. für Chemie an Universität Leipzig. Im Zweiten Weltkrieg diente er als Artillerieoffizier und war mit dem Luftschutz beauftragt.
Carlsohn war Mitglied im Reichsverband Deutscher Offiziere und Soldatenbund. Er trat zum 1. Mai 1933 der NSDAP bei (Mitgliedsnummer 2.994.184), ferner war er Mitglied der NSBO von 1933 bis 1934, des Reichsluftschutzbundes seit 1933, von 1933 bis 1936 Fachreferent für Chemie der Bezirksgruppe Leipzig des RLB, Mitglied der NSV seit 1934, im NS-Lehrerbund von 1933 bis 1935, im NS-Dozentenbund seit 1935, des NS-Bund Deutscher Technik seit 1936, im Reichskolonialbund seit 1937. Im November 1933 unterzeichnete er das Bekenntnis der deutschen Professoren zu Adolf Hitler.
Nach Kriegsende wurde er 1945 nach Weilburg (Lahn) durch die aus Leipzig abziehende US-Armee evakuiert und wurde später für Unternehmen der chemischen Industrie tätig.

## Publikationen (Auswahl)
- (mit F. Werner): Reaktionsvermögen der festen Thiosulfate mit Jod, o. O. 1931.
- Über eine neue Klasse von Verbindungen des positiv einwertigen Jods, Leipzig 1932.
- (Hrsg.): Chemie und Technik der Gegenwart, Leipzig 1939.
- (Mitarb.): Handbuch der Anorganischen Chemie, 4 Bde., hrsg. v. Richard Abegg, Friedrich Auerbach, Ivan Koppel, Leipzig 1939.
- (Mitarb.): Die Grundlagen des Luftschutzes, Leipzig 1942. (hrsg. von J. Meyer)